# Гај Гавријел Кеј
Гај Гавријел Кеј (енг. Guy Gavriel Kay, Вејберн, 7. новембар 1954) канадски је писац фантастике. Помогао је Кристоферу Толкину да среди необјављена дела његовог оца Џ. Р. Р. Толкина, укључујући Силмарилион. Његови романи су инспирисани историјским царствима попут Византије, ренесансне Италије, Кинеског царства, са елементима фантастике.

## Дела

### Дела на српском језику
- Једрење у Сарантију (2006, Лагуна) први део Сарантинског мозаика, инспирисано Јустинијаном I
- Господар царева (2007, Лагуна) други део Сарнатинског мозаика
- Тигана (2009, Лагуна) инспирисано ренесансном Италијом
- Лавови ал Расана (2021, Чаробна књига) инспирисано средњовековном Шпанијом[2]
- Песма за Арбон (2023, Чаробна књига) инспирисана средњовековном Провансом[3]

### На хрватском језику
- Посљедња свјетлост сунца (2005, Алгоритам) - инвазија Викинга[4]
- Стабло љета први део Фионаварске таписерије (2006, Алгоритам) класична фантастика о путовању кроз портал у други свет
- Лутајући плам - други део Фионаварске таписерије (2011, Алгоритам)
- Најмрачнији пут - трећи део Фионаварске таписерије (2011, Алгоритам)
- Изабел (2011, Алгоритам) инспирисано Провансом[5]
- Испод неба (2016, Алгоритам) инспирисано кинеском династијом Танг
- Дјеца земље и неба (2021,Ворто Палабра) инспирисано Италијом, Истанбулом и Балканом, тачније ускоцима[6]
- Неки давни сјај (Ворто Палабра) наставак Дјеца земље и неба